# TSV Ismaning
Der Turn- und Sportverein Ismaning (TSV Ismaning e. V.) ist ein Breitensport- und Leistungssportverein aus Ismaning. Mit 2100 (Stand Dez. 2024) Mitgliedern ist er der größte Verein in der Gemeinde im Münchener Norden.

## Geschichte
Der TSV Ismaning wurde am 25. August 1928 gegründet. Am 12. März 1929 bekam der TSV von der Gemeinde Ismaning den „Hain“ als Sportplatz zur Verfügung gestellt, die Gründung der Handballabteilung folgte 1930. Am 1. November 1936 musste der TSV sein Jugendheim im „Hain“ der Hitler-Jugend überlassen und stand vor dem Ende.
Nach dem Krieg 1945 wurde der Verein neugegründet und 1947 um die Handballjugend erweitert. Am 1. Oktober 1948 wurde eine Tischtennisabteilung gegründet, 1949 die Damenhandballabteilung. Der 11. Juli 1953 war geprägt von der Übernahme der Hainhalle durch den TSV Ismaning. Zu diesem Zeitpunkt gab es die Abteilungen Handball, Faustball und Tischtennis. Die Abteilungen Turnen und Ringen wurden neu aufgebaut. Am 4. April 1967 starb Emil Kurz, ein Förderer des Vereins. Der Mitgliederstand war bei 267. 1970 wurden die Eisstockschützen in den Verein aufgenommen. Die Zahl der Mitglieder belief sich um diese Zeit auf 770.
1971 wurde der Platz modernisiert. Der Sportplatz im Hain wurde asphaltiert und erhielt eine Flutlichtanlage. 1973 wurde Volleyball- und Schwimmabteilung gegründet. Der Verein hatte 836 Mitglieder. Die Wintersportabteilung entstand 1975 und die ersten Skikurse wurden durchgeführt. Die Schwimmgemeinschaft mit der „Solidarität“ entstand. Die Anzahl der Mitglieder überschritt 1000. 1978 wurde die Basketballabteilung gegründet. Die Mitgliederzahl stieg auf 1245. 1979 wurde der Verein um die Leichtathletikabteilung erweitert und die Realschulturnhalle wurde fertiggestellt. 1981 schlossen sich die Schwimmer der „Soli“ an. Die TSV-Geschäftsstelle in der Hainturnhalle wurde eröffnet. Der Verein hatte 1988 1690 Mitglieder. Am 26. November 1994 wurde die Osterfeldhalle eingeweiht. 1995 wurde die Badmintonabteilung gegründet.
Am 18. September 1997 wurde der Grundstein im neuen Sportpark an der Grünfleckstraße unter Vorstand Lothar Pögl gelegt. Am 12. Juni 1999 wurde der neue Sportpark eingeweiht, den der TSV Ismaning, der FC Ismaning und der TC Ismaning gemeinsam nutzen, 2000 wurde der Sportpark und die neue Hainhalle eröffnet.
Das längste Basketballspiel der Welt mit 33 Stunden nonstop sicherte dem TSV Ismaning am 9. Dezember 2000 den Eintrag ins Guinness-Buch der Rekorde.
2003 hatte der Verein unter Vorstand Stephan Schäffler 1810 Mitglieder in den Sportarten Turnen, Handball, Volleyball, Basketball, Tischtennis, Wintersport („Snow&Fun“), Leichtathletik und Stockschützen. 2005 kam es zur ersten Gründung eine Kampfgruppe, der Abteilung Kampfsport „Tang-So-Do Ismaning – DIE SKORPIONE (R)“. Die Handballer bekamen den Otto-Hezner-Jugendpreis des Bayerischen Handball-Verbands für die hervorragende Frauen-Jugendarbeit und die Vorreiterstellung im Beachhandball.
2007 begannen die ersten Planungen zur Erweiterung des Sportparks an der Grünfleckstraße. Eine Sporthalle für den TSV war dort wichtigstes Erweiterungsprojekt.
Die Abteilung Wintersport wurde 2009 aktive Skischule im Deutschen Skiverband (DSV).
Im Jahr 2012 bekam die Handballabteilung vom Deutschen Handballbund (DHB) das Gütesiegel für ausgezeichnete Jugendarbeit verliehen. Im Jahr 2012 schafften die Handball-A-Mädchen die direkte Qualifikation für die neu gegründete Bundesliga. 
Im September 2013 wurde die Geschäftsstelle der Handballabteilung im Hain eröffnet.
Ebenfalls 2014 wurde im neu gewählten Ismaninger Gemeinderat einstimmig die Entscheidung für eine neue Ballsporthalle am Sportpark getroffen, unter Bauherrschaft des TSV. Baubeginn soll 2018 sein. Dazu wurde eine TSV-Hallenkommission gegründet. Im Jahr 2021 wurde die neue Ballsporthalle an der Grünfleckstraße unter Vorstand Alexander Novakovic eingeweiht. Der Verein hatte 1800 Mitglieder. Im Jahr 2023 wurde erstmals im Oktober das 2000. Mitglied im Verein begrüßt.

## Abteilungen
Als Sportarten werden heute Basketball, Badminton, Handball, Leichtathletik, Volleyball, Tischtennis, Stocksport, Kampfsport und Turnen angeboten.

### Handball
Bekannt ist der Verein vor allem durch seine Handballabteilung, deren 1. Teams bei den Damen und Herren in der Bayernliga spielen, die Damen zuletzt auch mehrjährig in der 3. Bundesliga. Die weibliche A-Jugend ist 2013 vom Deutschen Handballbund (DHB) in die neu gegründete Jugend-Bundesliga gesetzt worden, erreichte auf Anhieb eine Platzierung unter den Top 16 Deutschlands und qualifizierte sich auch im Folgejahr 2014 erneut für die Bundesligasaison.
Die Jugendarbeit der Handballabteilung wurde 2005 als die beste Jugendarbeit Bayerns mit dem Otto-Hezner-Jugend Preis vom Bayerischen Handball-Verband ausgezeichnet. 2012 bekamen die „Isis“ das Gütesiegel des DHB für ausgezeichnete Jugendarbeit. Mehrfache Bayerische und Süddeutsche Meisterschaften erzielten die Jugendteams seither. 2014 hat der Bayerische Handball-Verband den Vereinsjugendpreis an den TSV Ismaning verliehen, für die beste Jugendarbeit in Bayern.
In Bayern ist die Handballabteilung auch Vorreiter im Beachhandball. Seit 1999 finden jährlich Beachevents am Sportpark in Ismaning statt, darunter Bayerische Beachmeisterschaften der Senioren und der Jugend. 2014 wurde die Damenmannschaft der „Isis“ als Brüder Ismaning deutscher Meister im Beachhandball. Das Team von Manfred Königsmann und Alexander Novakovic erreicht so erstmals in der Vereinsgeschichte die Teilnahme an einer offiziellen Vereins-Europameisterschaft, die im November 2014 in Gran Canaria mit dem vierten Platz abgeschlossen wurde. 2016 & 2017 wurde die Mannschaft erneut deutscher Meister im Beachhandball. 2022 wurde Alexander Novakovic als Bundestrainer (Frauen) im Beachhandball für den Gewinn der Europameisterschaft, Weltmeisterschaft und der World Games mit dem silbernen Lorbeerblatt ausgezeichnet.

#### Erfolge
Männer
- Aufstieg in die Regionalliga 2025
- Aufstieg in die Bayernliga (4. Liga) 2013, 2017
- Südbayerischer Oberligameister 2025
- Südbayerischer Landesligameister 2013, 2017, 2022
- Südbayerischer Landesliga-Vizemeister 2012
- Aufstieg in die Landesliga-Südbayern 2011

| Frauen - DHB-Pokal der Frauen Hauptrundenteilnehmer 2002/03 2004/05, 2009/10, 2010/11, 2011/12, 2012/13, 2014/15 - Aufstieg in die Regionalliga Süd (3. Liga) 2006, 2009 - Aufstieg in die 3. Liga (Frauen) 2012, 2025 | Frauen - Bayerischer Meister 2006, 2009, 2025 - Bayerischer Vizemeister 2011, 2012 - Bayerischer Pokalsieger 2002, 2004, 2009, 2014 - Südbayerischer Vizemeister (4. Liga) 2023 |

Nachwuchs
- A-Jugend Bundesligist 2015/16
- Sieger IBOT (Handballturnier) Weibliche B-Jugend 2012

### Volleyball
Die Abteilung Volleyball wurde 1973 gegründet. Die Jugendarbeit begann allerdings erst seit 2012 mit der Juniorinnen-U20-Mannschaft (Cobras II). Seit 2013 spielt die Abteilung Volleyball zusätzlich mit einer Damen-I-Mannschaft (Cobras I).

### Leichtathletik
Die Abteilung Leichtathletik richtet seit Jahren eine der größten bayerischen Winterlaufserien mit über 1500 Teilnehmern aus und arbeitet seit 2006 mit der LAG Mittlere Isar zusammen.

## Aktivitäten
Neben dem Sportangebot der einzelnen Abteilungen veranstaltet der Verein:
- Winterlaufserie der Leichtathletikabteilung mit über 1500 Teilnehmern im Dezember/Januar/Februar
- Streetball-Turnier der Basketballabteilung im Juli
- Handball STONELINE South Beach Open im Juli
- Handball Jugend-Beach-Cup und zugleich Bayerische Beachhandballmeisterschaften aller Jugendklassen am letzten Wochenende vor den Sommerferien
- Scorpions Cup – Int. Martial Arts Championship der Abteilung Kampfsport jeden Herbst